# The Settlers (spil)
The Settlers (også kendt som:Serf City: Life is Feudal i USA, original Tysk titel Die Siedler) er et real-time strategy computerspil udvikler og udgivet af Blue Byte Software, udgivet i 1993 for Commodore Amiga og i 1994 for MS-DOS. Det er derfor også det første spil i The Settlers-serien. Spilleren har til opgave at byg en middelalder by befolket af en hær af arbejdere, som hver især udfører deres egen individuelle opgave. Spilleren konkurrerer mod computerstyrede modstandere eller en anden menneskelig spiller for overherredømme af jord og ressourcer.

## Gameplay

### Oversigt
Spillet byder på et sæt af seks tutorial-spil og et sæt af tredive foruddefinerede missioner mod computerstyrede modstandere af stigende sværhedsgrad. Alternativt kan spilleren vælge at spille et enkelt åbent spil, hvor landskabet er enten tilfældigt genereret, eller baseret på et seed nummer givet af spilleren. Spilleren kan derefter frit vælge op til tre computer modstandere af deres valg. Derudover givet split-screen mulighed for to menneskelige spillere at være på hold op sammen, eller spille mod hinanden, og op til to computer modstandere.